# Orthops basalis
Espèce
Orthops basalis est une espèce de punaises de la famille des Miridae.

## Description
Orthops basalis mesure moins de 5 mm de long et vit sur les ombellifères.